# メアリー・ジョゼフィン・レイ
メアリー・ジョゼフィン・レイ（英: Mary Josephine Arsenault Ray、1895年5月17日 - 2010年3月7日）は、長生きで知られたアメリカ合衆国の女性。
カナダのプリンスエドワードアイランド州プリンス郡出身で、3歳のころ米国に移住し、1920年代以降死去するまでニューハンプシャー州に在住していた。2007年1月24日にジュリー・ウィンフレッド・バートランドが死去したことで、カナダ出身者としての最高齢者となった。2009年9月11日にガートルード・ベインズが亡くなり、アメリカ在住者の最高齢にもなった。
2010年3月7日、114歳294日で死去。死去の時点で7日だけ年上の知念カマ（2010年5月2日死去）が存命中であったため、世界最高齢になることはなかった。

## 家族
フロリダ州ペンサコーラのロバートとニューハンプシャー州ヒンズデールのドナルドの2人の息子と8人の孫がいた。

## 趣味
メジャーリーグのボストン・レッドソックスへの応援を可能な限り続けていた。また、野球の試合の観戦後、彼女はケーキやアイスクリームを食べることがあった。108歳の誕生日では、野球愛唱歌として知られる「Take Me Out to the Ball Game」でお祝いされ、ケーキにはレッドソックスのシンボルマークが描かれていた。生前、彼女はレッドソックスの関連商品を購入し続けており、今後も買い求めるつもりだと述べていた。